# あ でい いんざ らいふ
『あ でい いんざ らいふ』は、長月みそかの漫画作品。

## 概要
長月みそかの商業デビュー作にして初連載作品である。ロリータもの専門の成人向け漫画雑誌「コミックエルオー」（茜新社）第3号に『ぷりーず ぷりーず みー』が読み切りとして掲載され、それをそのまま第1話として以後第10号まで全6話が連載された。単行本はおなじく茜新社よりTENMAコミックスLOのレーベルで刊行（全1巻、成人向け）され、ここで初めて『あ でい いんざ らいふ』のシリーズタイトルが付けられた。また、単行本にはデビュー前の同人誌作品『すてぃるぶるー』も収録されている。
吉澤俊介と、本田つぐみ、鈴木智早、川崎たか子の4人の中学生たちの思春期の心のゆらぎと友情そして初体験を描く。掲載誌の「コミックエルオー」の中では登場人物の年齢が比較的高めであったが、みずみずしいストーリーとやわらかい絵柄が人気となり、一年以上にわたる長期連載となった。性行為はその場の雰囲気で突発的に行われたことからコンドームを使用することはなかった。
タイトルはビートルズの「ア・デイ・イン・ザ・ライフ」に由来し、単行本裏表紙は『アビイ・ロード』のジャケット写真のパロディとなっている。また、サブタイトルもすべてビートルズの曲やアルバムの名前からとられている。

## あらすじ
ぷりーずぷりーずみー
屋上への扉のある階段の踊り場で、川崎と鈴木の目の前で、本田は唐突に吉澤に自分の胸を揉ませ、勃起してしまった吉澤を脅してペニスを見せるように要求する。しぶしぶ本田の要求に従うと、本田はフェラチオを始める。興奮しつつも驚く吉澤は本田の口から抜くが、その瞬間に顔射してしまい、本田の制服にも射精してしまう。川崎と鈴木は本田の制服を洗いにいき、吉沢は残って誰も来ないように見張り、本田と2人っきりになる。そこで本田から告白されるも、吉沢には本命（川崎）がいることから困らせようとしたことを告げられる。そして本田の処女を奪ってほしいと懇願され、吉沢も受け入れる。お互いに手淫しあって前戯し、本田もブラジャーとパンツを脱いで正常位のまま膣内射精し、吉沢も童貞を捨てた。

ふぉーのーわん
鈴木が図書委員会の最中、川崎が好き（と言っていた）豊田先輩を挑発し、強姦される。偶然帰り道に鈴木と出会った吉沢と本田は鈴木のマンションまで送り届ける。そこで本田の提案で慰めあう名目で2人っきりで性行為をするよう勧める。吉沢はクンニリングスで汚れていないと慰め、鈴木は眼鏡をかけたまま正常位で抱き合って膣内射精する。

ざろんぐ＆わいんでぃんぐろーど
吉沢は、本田と鈴木と性行為をし、本命の川崎に告白できずに秘密まで作ってしまったことに悩む。また、川崎も3人に何らかの秘密があることを知ってしまう。

しーらぶずゆー
川崎も吉沢のことが好きであると本田に伝え、川崎と吉沢が両想いであることが確実になる。そして、吉沢は川崎へ秘密を話すことを本田に伝える。

＆あいらぶはー
川崎の自宅に向かう途中、吉沢は川崎に今までの秘密をすべて伝える。また、川崎が豊田先輩が好きだったことを嘘であることを告げる。吉沢は川崎とファーストキスを行い、川崎の方から性行為を誘う。二人は性行為にのぞむも、最後はタイミングが合わないまま膣内射精にいたり、リベンジすることを誓い合う。

うぃかんわーきっとあうと
学校の放課後、吉沢と川崎が2人っきりになると、背後から川崎の乳房を揉み、リベンジを誘う。本田のフェラチオをみて川崎も行い、口内射精するとそのまま飲み込む。川崎の提案で、スカートのしたからパンツを脱ぐと、騎乗位で性行為を行い、そのまま膣内射精する。

すてぃるぶるー
単行本に収録された作品。もともとは同人誌で発表されていた。
弥彦が夏休みに学校の学園祭の準備へ一緒に行くため、幼馴染の音子を迎えに行く。弥彦が音子の部屋に入ると、パジャマのボタンを付けずに上半身をさらけ出したまま寝ていた。さらに、弥彦は勝手に入ってきたとして彼女に怒られ、気まずい雰囲気のまま部活に行くことになる。
学校に到着した二人は学園祭の準備を進めるも、誤って音子が弥彦にけがをさせててしまう。そこで音子と弥彦が両想いであることを確かめあい、性行為を行う。学校から帰宅する際、教師からコンドームを手渡される。

## 登場人物
作者のバイク好きを反映してか、女性キャラクターの苗字はバイクメーカーの名前がつけられている。
吉澤 俊介（よしざわ　しゅんすけ）
山葉第二中学校2年A組。紳士的で優しいが押しに弱く流されやすい。女子3人にいつもからかわれていたが、彼はその中の1人が好きらしい。性行為の知識もあり、その場の雰囲気で行った性行為でも前戯や本番行為をそつなく行えた。陰茎も第一話冒頭の時点で勃起時には完全に包皮が剥けており、最終話では川崎に「大きい」と言われるほどサイズが成長しているなど、女子三人に比べ男性として早熟気味である。

本田 つぐみ（ほんだ）
2年A組。4人の中で一番活発で、積極的。彼女が、吉澤の想い人が自分ではないらしいということに気付いて彼にちょっかいを出したことが、4人の関係を大きく変えていくことになる。

鈴木 智早（すずき　ちさ）
2年A組。図書委員。川崎を困らせようとしてある行動をとるが、その結果大変な目に遭う。

川崎 たか子（かわさき　たかこ）
2年A組。他の女子2人からは「カコ」と呼ばれている。親は豆腐屋を営んでおり、作中でもエプロンをつけて手伝っているシーンがある。図書委員の豊田先輩が好きだと他の3人に語っていた。

## クロスオーバー
同氏が芳文社のまんがタイムきららキャラットで2005年から2008年まで連載していた「HR〜ほーむ・るーむ〜」と同じ中学校が舞台であり、『あ でい いんざ らいふ』および併載の『すてぃるぶるー』の登場人物の一部が同作品にも出演している。

## 書誌情報
- 長月みそか 『あ でい いんざ らいふ』 2004年11月10日初版発行（2004年10月24日発売[2]）、茜新社〈TENMACOMICS LO #5〉、ISBN 4-87182-707-0